# Maria Stella Maris

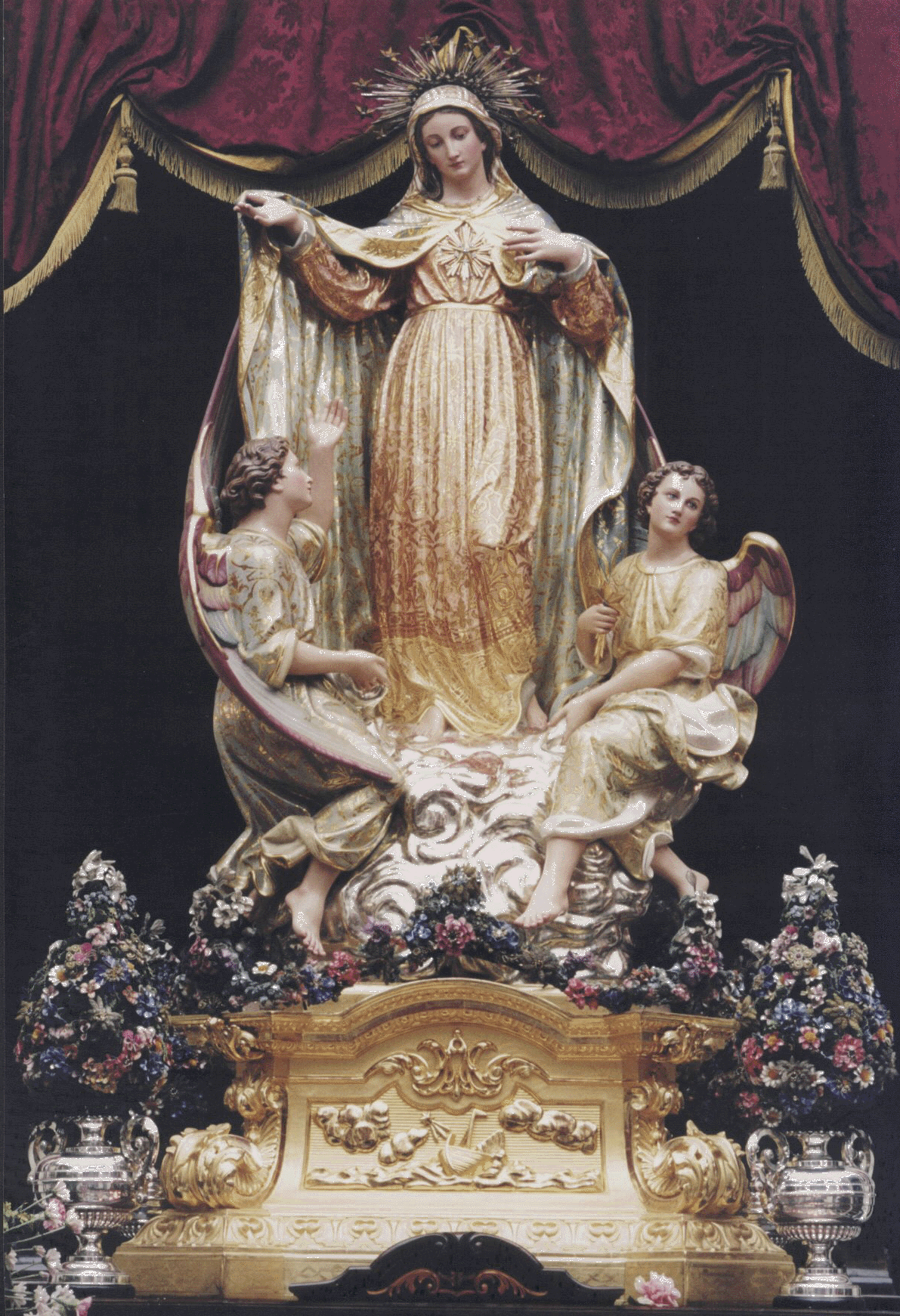
Пресвятая Богородица Звезда морская. Скульптурное изображение. Слима, Мальта.

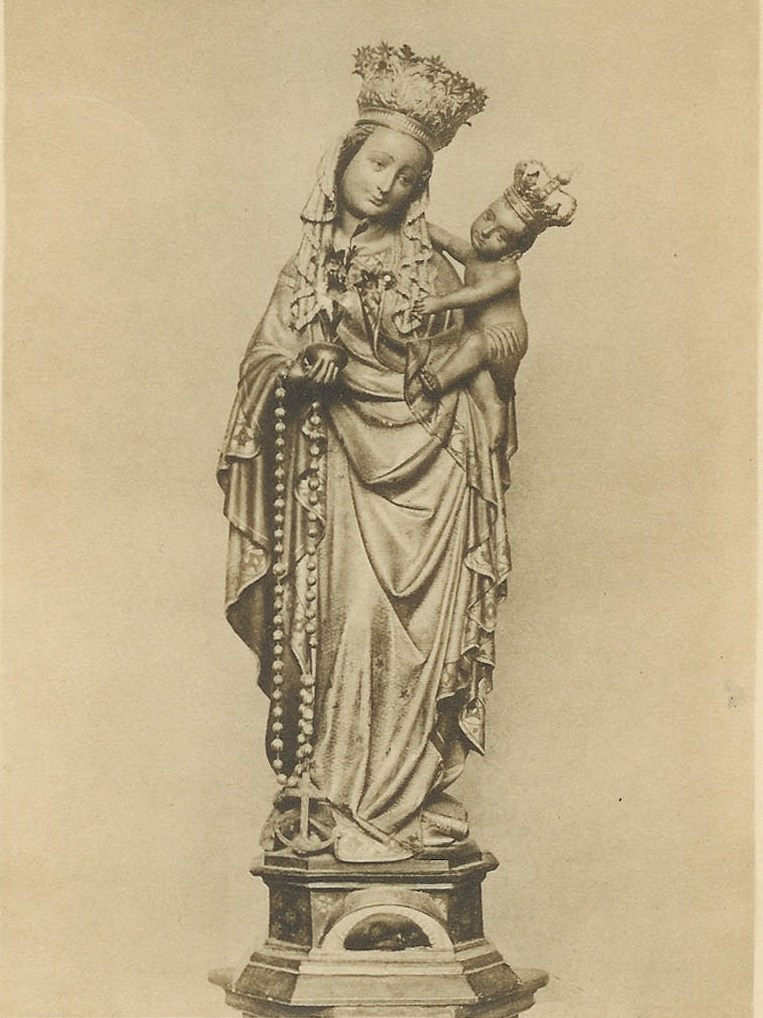
Пресвятая Богородица Звезда морская. Базилика Девы Марии (Маастрихт), Нидерланды.

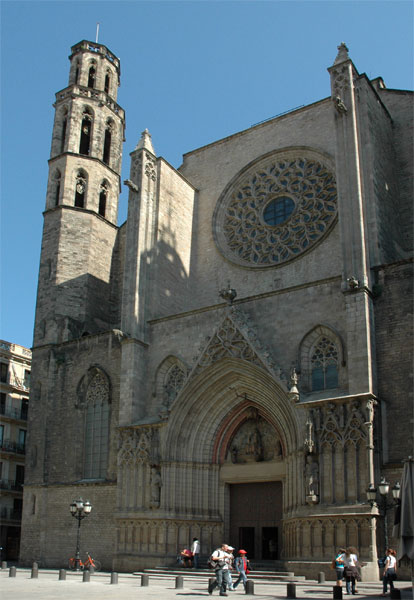
Санта-Мария-дель-Мар, Барселона.

Maria Stella Maris — Пресвятая Богородица Звезда морская.
Почитание Пресвятой Богородицы как морской, путеводной звезды восходит к раннему средневековью. Имеется мнение, что такое почитание связано с ошибкой переписчика, употребившего слово Maris при написании имени Пресвятой Богородицы. Считается, что Пресвятая Богородица — особая заступница, путеводительница и защитница моряков. Многие прибрежные храмы освящены в честь Пресвятой Богородицы Звезды морской.

## Галерея

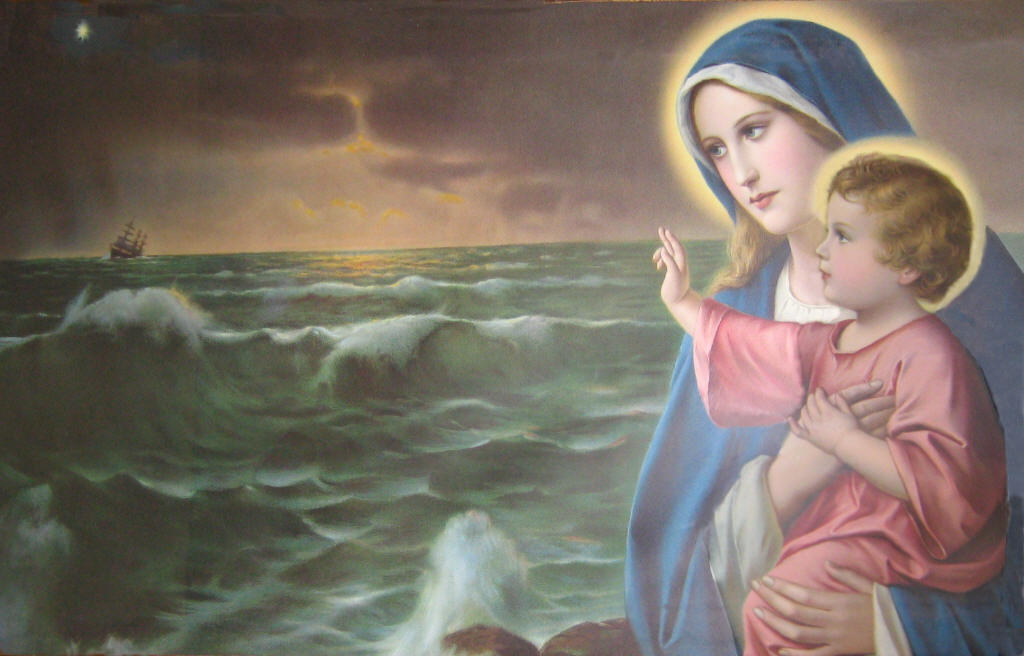
Пресвятая Богородица Звезда морская, изображение XIX века.
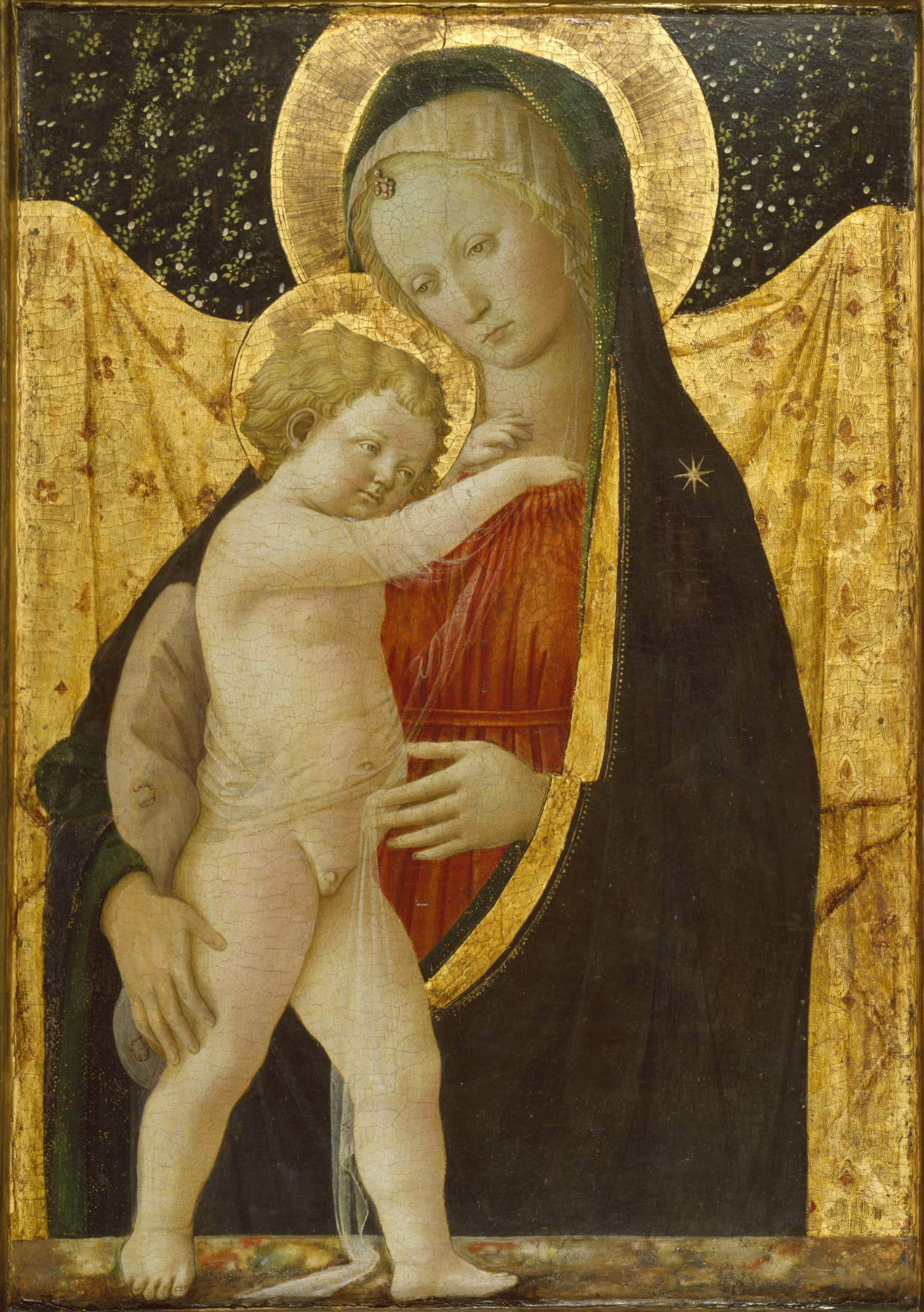
Звезда на одеяниях Пресвятой Богородицы иными трактуется как аллюзия на эпитет Пресвятая Богородица Звезда морская.  The Walters Art Museum.
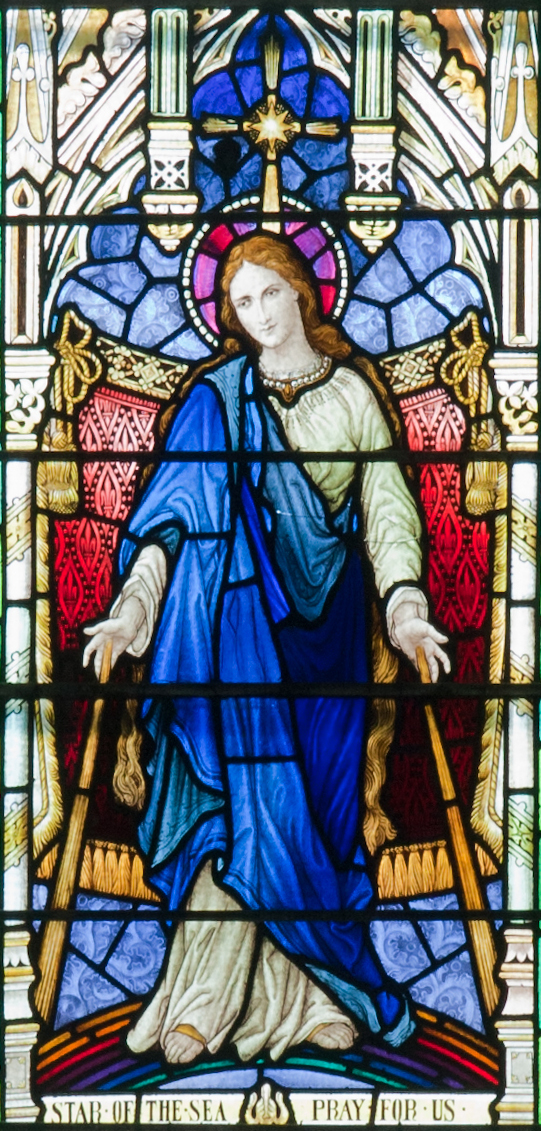
Пресвятая Богородица Звезда морская, храм Пресвятой Богородицы, Голин, Ирландия
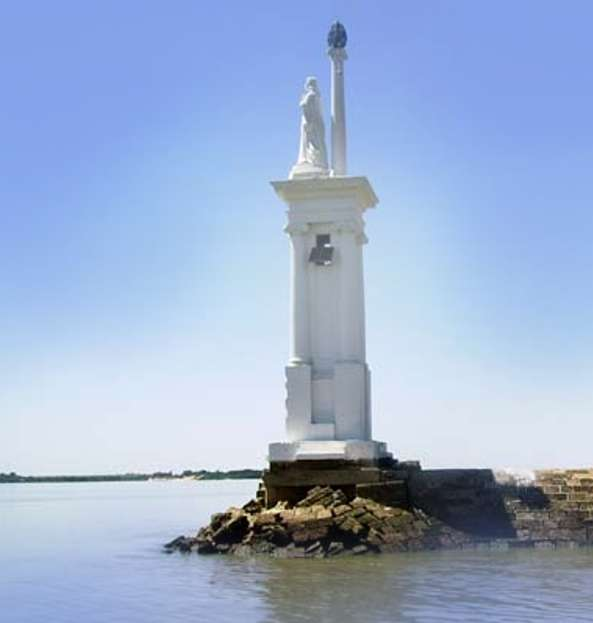
Маяк Stella Maris на реке Уругвай около города Консепсьон-дель-Уругвай, Аргентина.